# Projecció cilíndrica

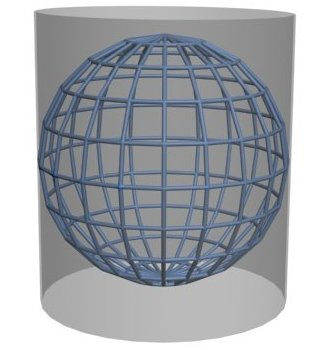
Projecció cilíndrica.

Una projecció cilíndrica és una projecció geogràfica que usa un cilindre tangent a l'esfera terrestre, col·locat de tal manera que el paral·lel de contacte és la Línia de l'equador.

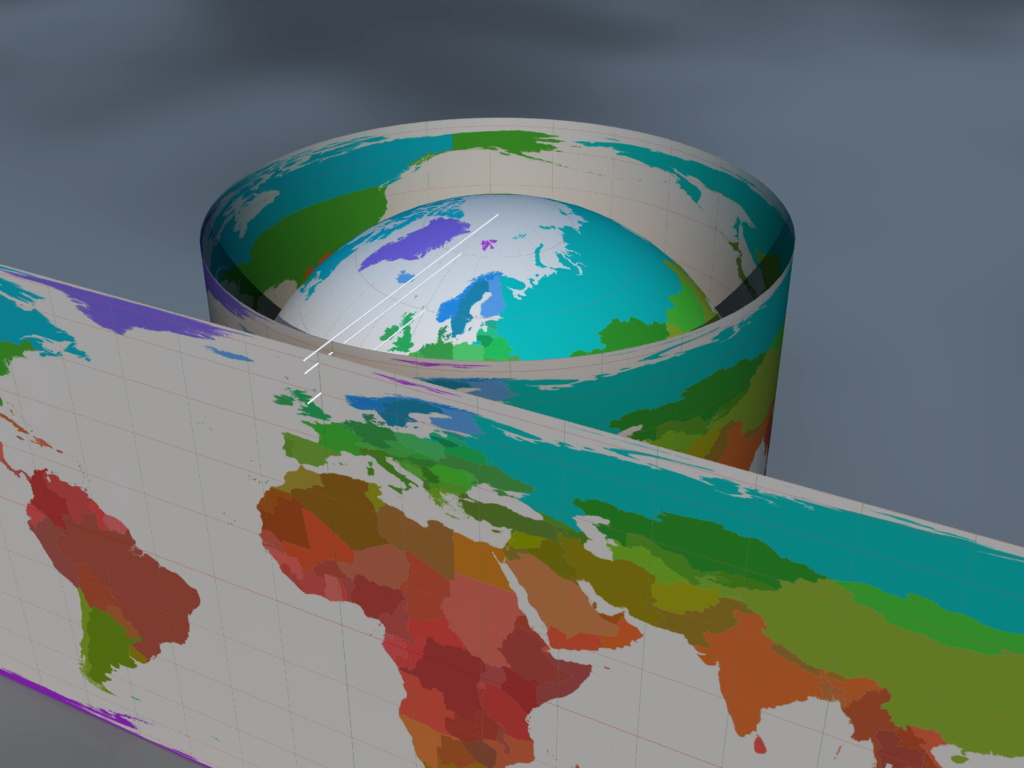
Projecció cilíndrica.

La malla de meridians i paral·lels es dibuixa projectant-los sobre el cilindre suposant un focus de llum que es troba en el centre del globus.
El cilindre sí que és una figura geomètrica que pot desenvolupar-se en un plànol. La més famosa és la projecció de Mercator que va revolucionar a la cartografia. S'hi projecta el globus terrestre sobre un cilindre. És una de les més utilitzades tot i que en general en forma modificada, a causa de les grans distorsions que ofereix en les zones de latitud elevada, cosa que impedeix apreciar en les seves veritables proporcions a les regions polars.